# Соколов, Альберт Иванович (спортсмен)
Альберт Иванович Соколов (26 марта 1922, Петроград — 13 июня 2004, Пушкин, Санкт-Петербург) — советский футболист, хоккеист; нападающий.
Участник Великой Отечественной войны. Из-за застрявшей в левой руке пуле получил инвалидность второй группы.

## Биография
Воспитанник ленинградского футбола. В 1946 году играл в составе «Электросилы». С мая 1947 по март 1950 играл за «Судостроитель», в апреле 1950 — в составе «Спартака». В мае перешёл в «Зенит», выступал за дубль. 29 августа в домашнем матче против московского «Спартака» вышел в стартовом составе вместо травмированного Ивана Комарова, но играл настолько слабо, что Комаров его вскоре заменил.
Играл за ленинградские команды по хоккею с шайбой «Спартак» (1947/48), «Дзержинец» (1948/49), «Динамо» (1949/50).
Работал тренером в СК «Мясокомбинат» (октябрь 1951 — апрель 1958), «п/я 825» (апрель 1958 — февраль 1960), СК «Красный Выборжец» (февраль 1960 — март 1964). Работал в ДСО «Локомотив» (март 1964 — февраль 1965), СК «Электросила», НПО «Ленинец» (апрель 1980 — май 1982).
Скончался в 2004 году. Погребён на Южном кладбище Петербурга.